# نهر تريبا
نهر تريبا هو نهر في جنوب سومطرة، إندونيسيا.